# Weißkopfspecht
Der Weißkopfspecht (Leuconotopicus albolarvatus, Syn.: Picoides albolarvatus), auch Nonnenspecht genannt, ist ein Vertreter der Gattung Leuconotopicus innerhalb der Unterfamilie der Echten Spechte (Picinae). Der etwa buntspechtgroße Specht kommt in zwei Unterarten in kieferndominierten Bergwäldern der westlichen USA und Südwestkanadas vor. Über die Biologie der Art liegen nur wenige wissenschaftliche Arbeiten vor.

## Aussehen
Mit einer durchschnittlichen Länge von 23 Zentimetern und einem Gewicht von etwa 65 Gramm ist der Weißkopfspecht geringfügig kleiner und leichter als der heimische Buntspecht. Er ist der einzige Specht mit weitgehend weißem Kopf bei sonst überwiegend schwarzem Gefieder.
Kopf, Scheitel, Kehle und oberer Brustbereich sind bei beiden Geschlechtern zeichnungslos weiß. Der Bereich um den Schnabelansatz kann gelblich behaucht sein. Der Hinterscheitel ist beim Männchen rot gefärbt, dieser Bereich ist beim Weibchen ebenfalls weiß. Der Schnabel ist dunkelgrau, die Augen sind rötlich-braun. Der gesamte Körper ist bis auf die Handschwingen zeichnungslos schwarz. Auf der Oberseite und Brustseite glänzender, als in den übrigen Körperbereichen. Je nach Lichteinfall können bläuliche oder purpurne Farbnuancen entstehen. Die Handschwingen sind in ihrem zweiten Drittel weiß, an ihrer Spitze wieder schwarz. Diese Weißzeichnung ist sowohl bei sitzenden als auch beim fliegenden Vogel markant. Die Läufe und Zehen sind grau, die nach hinten gerichtete erste Zehe ist stark verkürzt.
Männchen sind geringfügig größer und schwerer als Weibchen; bis auf den roten Hinterhauptsfleck unterscheiden sich die Geschlechter in der Färbung nicht. Auch das Jugendgefieder unterscheidet sich nur unwesentlich von dem ausgefärbter Vögel. Das Schwarz ist weniger glänzend, manchmal erscheinen im Bauchbereich weiße Federspitzen. Der Hinterhauptfleck ist bei beiden Geschlechtern vorhanden, aber meist kleiner und nicht purpurrot wie bei adulten Männchen, sondern blasser, orange-rötlich. Die Weißzeichnung der Handschwingen ist ebenfalls weniger markant, sie wirkt oft verwaschen und ist im Farbton schmutzigweiß.

### Lautäußerungen
Die Lautäußerungen dieser Art sind nicht sehr auffällig; viele wirken in der Tonfärbung typisch buntspechtartig. Der am häufigsten zu hörende Ruf, der sowohl als Kontaktruf, als auch als undifferenzierter Anwesenheitsruf eingesetzt wird, ist ein zwei, oft auch dreisilbiges Pii-di(nk) oder Pii-di-dink. Der Ruf, der während des gesamten Jahres zu hören ist, ist kurz, hastig, sehr hell, fast gläsern. Stärker emotional motiviert ist ein hohes, sehr schnell gereihtes Piik..piik..piik... Daneben sind andere, oft krächzende und raue Rufe zu hören.
In der Vorbrutzeit und frühen Brutzeit trommeln sowohl Männchen als auch Weibchen intensiv. Häufig wird der Pii-di-dink-Ruf durch Trommelwirbel unterbrochen. Die Wirbel umfassen durchschnittlich etwa 20 Einzelschläge und dauern ungefähr eine Sekunde.

### Verwechslungsmöglichkeiten
Der Weißkopfspecht ist bei normalen Beobachtungsbedingungen nahezu unverwechselbar; einzig der Kiefernhäher (Nucifraga columbiana) könnte bei schlechten Sichtbedingungen als für eine Verwechslung in Frage kommen. Von allen mit ihm sympatrisch vorkommenden Spechtarten unterscheidet er sich durch das weitgehend schwarze Rumpfgefieder und die reinweiße Färbung von Kopf und Kehle.

## Verbreitung

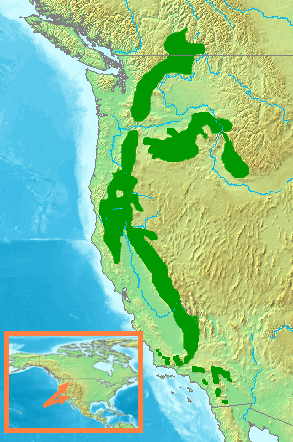
Verbreitung des Weißkopfspechtes

Das Verbreitungsgebiet dieser Art liegt im westlichen Nordamerika, vor allem in den montanen Gebieten der Bundesstaaten Washington, Oregon und Kalifornien. Die nördlichsten Vorkommen liegen in der Umgebung des Okanagan-Sees in British Columbia, die südlichsten nahe der Grenze zu Mexiko in den Bergregionen im San Diego County. Von der Baja California liegen bislang keine Brutnachweise vor. Nach Osten reichen die Brutvorkommen in die Bundesstaaten Idaho und Nevada, wo der Weißkopfspecht in der Region um den Lake Tahoe brütet.
In seinem gesamten Verbreitungsgebiet sind die Vorkommen sehr stark fragmentiert. Die westlichen Hangseiten der Gebirge sind dichter besiedelt als die östlichen.

### Lebensraum

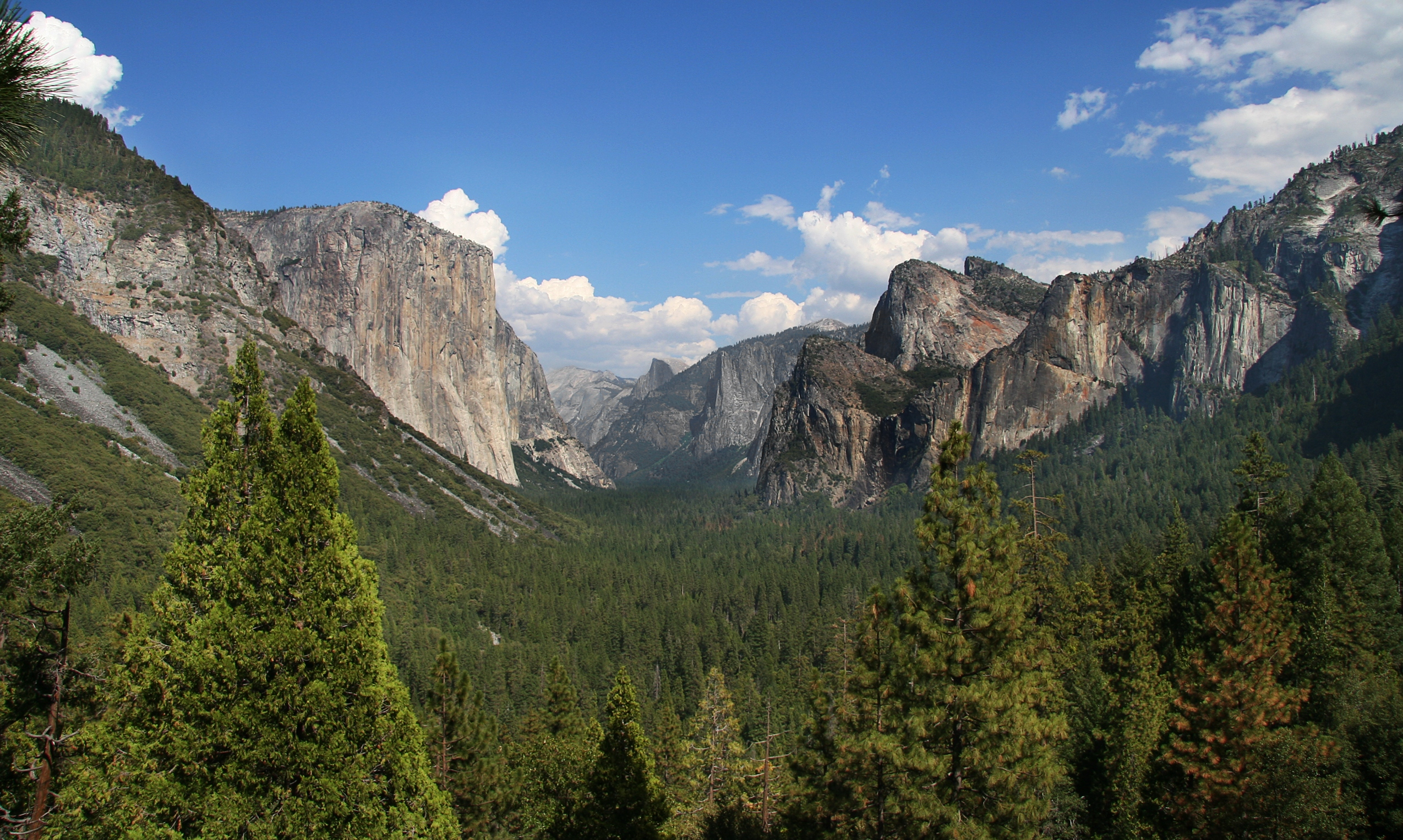
Lebensraum des Weißkopfspechtes im Yosemite-Tal

Der Weißkopfspecht bewohnt alte, hochstämmige, montane Kiefernwälder die von Gelb-Kiefern (Pinus ponderosa) dominiert sind. Bevorzugt werden Habitate, die noch weitere Kiefernarten wie zum Beispiel die Zucker-Kiefer (Pinus lambertiana) oder die Küsten-Kiefer (Pinus contorta) aufweisen. Weitere wichtige Begleitbäume eines guten Weißkopfspechthabitats sind die Kolorado-Tanne (Abies concolor), die Pracht-Tanne (Abies magnifica) und regional auch Zypressenarten wie Weihrauchzedern (Calocedrus sp.). Neben den Kiefernarten als Nahrungsbäume sind auch ein ausreichendes Angebot an abgestorbenen und verwitternden Bäumen zur Anlage von Nisthöhlen wesentlich.
Der Weißkopfspecht kommt ausschließlich in submontanen, montanen und subalpinen Wäldern vor. In British Columbia brütet er vornehmlich in Höhen zwischen 700 und 1000 Metern, in Washington und Oregon zwischen 850 und 1600 Metern. Die höchstgelegenen bekannten Brutplätze befinden sich an den Osthängen der Sierra Nevada in über 3000 Metern.
Über Territorialität und Raumbedarf der Art liegen nur wenige Daten vor. Während der Brutzeit behauptet das Paar einen Kernbereich in der Nähe der Nisthöhle. Nachbarreviere scheinen großflächig überlappen zu können, ohne dass es zu Revierauseinandersetzungen kommt. Die Reviergrößen schwanken beträchtlich; in Oregon wurden in geschlossenen alten Nadelwaldbeständen Territoriumsgrößen um die 100 Hektar festgestellt, während in fragmentierten Wäldern der Raumbedarf der Art bedeutend größer ist, und bei über 300 Hektar je Brutpaar liegt.

### Wanderungen
Der Weißkopfspecht ist weitgehend Standvogel. Kleinräumige horizontale sowie vertikale Wanderbewegungen finden außerbrutzeitlich statt; sie werden vor allem durch Nahrungsknappheit und Witterungseinflüsse ausgelöst. Wenige Sichtungen außerhalb des eigentlichen Brutgebietes betreffen die Bundesstaaten Montana und Wyoming sowie Regionen an der kalifornischen Pazifikküste. Untersuchungen zur Standorttreue ergaben eine recht große Mobilität. Paare brüten oft nur eine oder zwei Saisonen in einem Gebiet und verlassen es wieder, ohne dass ihre Wanderbewegungen bekannt wären.

## Nahrung und Nahrungserwerb
Die Nahrung des Weißkopfspechtes besteht etwa zu gleichen Teilen aus pflanzlichen und tierischen Bestandteilen. Die Verteilung ist jedoch regional, saisonal und auch individuell großen Schwankungen unterworfen. Generell überwiegt tierische Nahrung während des Spätfrühjahrs und Sommers, während im Herbst und Winter verstärkt pflanzliche Nahrung aufgenommen wird.

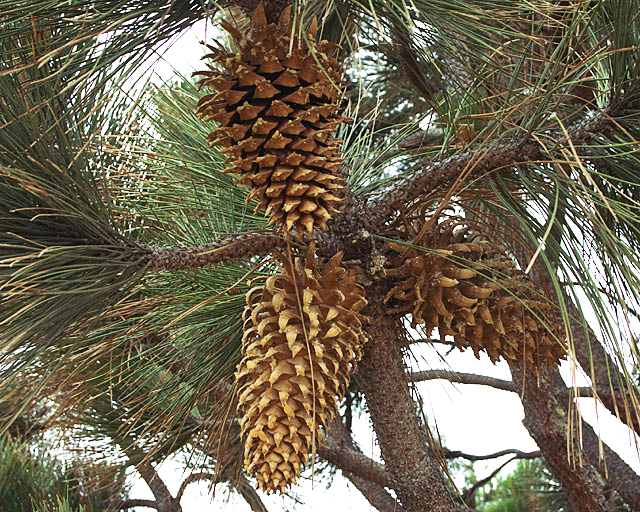
Samen der Coulter-Kiefer sind für die südliche Unterart L. a. gravirostris ein wichtiger Nahrungsbestandteil

Ameisen und Termiten und deren Entwicklungsstadien spielen unter den Beutetieren die größte Rolle. Daneben werden auch häufig verschiedene Käferarten und deren Larven sowie Zikaden erbeutet. Bei Massenauftreten können Schildläuse zur Hauptnahrungsquelle werden. Die vegetabile Nahrung besteht vornehmlich aus Koniferensamen, insbesondere jenen der Gelb-Kiefer und der Zucker-Kiefer. Von der südlichen Unterart L. a. gravirostris werden auch die großen Zapfen der Coulter-Kiefer ausgebeutet. Vor allem im Frühjahr sind Baumsäfte eine wichtige Ergänzungsnahrung.
Die tierische Nahrung wird durch Ablesen von der Stamm- oder Astoberfläche, durch Bohren und Stochern, Sondieren mit der Zunge und durch Wegstemmen von Rindenstücken gewonnen. Oberflächlich werden auch Fraßgänge aufgehackt, tiefgreifendes Aufhacken wurde jedoch nur selten beobachtet. Die Nahrungstiere werden vor allem auf lebenden Nadelhölzern erbeutet, wobei alle Stamm- und Astabschnitte zur Nahrungssuche genutzt werden. Bei der Nahrungssuche fliegt der Weißkopfspecht oft die untere Stammregion an und arbeitet sich von dort nach oben. Die Koniferensamen werden entweder direkt aus dem Zapfen gelöst, wobei der Specht gelegentlich kopfunter am Zapfen hängt, oder die Zapfen werden als Ganzes abgerissen und zu einer Schmiede gebracht. Vorratshaltung wurde bislang nicht beobachtet.

## Brutbiologie
Weißkopfspechte werden in ihrem ersten Lebensjahr geschlechtsreif. Sie führen eine monogame Saisonehe; die Paarbindung erlischt aber auch außerbrutzeitlich nicht völlig, sodass Wiederverpaarungen häufig sind. Balzaktivitäten, die vor allem aus Ruf- und Trommelreihen, Schauflügen, Höhlenzeigen und dem Höhlenbau selbst bestehen, werden in den südlichen Verbreitungsgebieten etwa ab Mitte März beobachtet, in den Vorkommensgebieten der Nominatform etwa einen Monat später. Es kommt nur zu einer Jahresbrut; Nachgelege wurden bisher nicht beobachtet. Die Legeperiode beginnt Ende Mai und endet Ende Juni.

### Höhlenbau und Höhlenstandort
Der Höhlenbau beginnt meist Anfang Mai. Beide Partner beteiligen sich am Höhlenbau. Gewöhnlich wird jedes Jahr eine neue Nisthöhle angelegt. Nisthöhlen werden in verschiedene Nadelbaumarten geschlagen, ohne dass eine bestimmte Baumart eindeutig bevorzugt würde. Meist handelt es sich um gänzlich abgestorbene Bäume oder höhere Baumstumpen mit Durchmessern über 50 Zentimetern. Auch Nisthöhlen in nur mehr schräg stehenden oder sogar fast liegenden Tothölzern kommen vor. Die Nisthöhlen liegen relativ tief, durchschnittlich in etwa 3 Metern Höhe. Das Einflugloch ist durchschnittlich 46 Millimeter weit und annähernd rund; die Höhlentiefe beträgt meist mehr als 20 Zentimeter, die Weite des Innenraumes liegt bei 10 Zentimetern.

### Gelege und Brut
Im Tagesabstand werden 4–5 (3–9) reinweiße Eier in der Größe von etwa 24 × 18 Millimeter gelegt. Bei Gelegen mit einer Eizahl von über 6 Eiern könnte intraspezifischer Brutparasitismus vorliegen. Die Eier werden von beiden Partnern etwa 14 Tage bebrütet. Während der Tagesstunden erfolgt die Brutablösung ungefähr im Stundentakt, in der Nacht brütet, wie bei fast allen Spechten, nur das Männchen. Die Nestlinge werden von beiden Eltern gehudert und mit Nahrung versorgt. In den ersten beiden Wochen schlüpfen die Eltern zum Füttern in die Höhle, danach erfolgt die Fütterung und die Entfernung der Faeces am Höhleneingang. Nach frühestens 26 Tagen verlassen die Jungen die Nisthöhle, werden aber noch sehr lange von den Eltern versorgt. Familiengruppen können noch im Herbst, gelegentlich sogar im Winter angetroffen werden. Über die Reproduktionsrate liegen keine aussagekräftigen Daten vor; auch Art und Umfang des Jungendispersals sind noch nicht ausreichend erforscht.

## Systematik
Der Weißkopfspecht wurde erstmals 1850 von John Cassin beschrieben und in die Gattung Leuconerpes gestellt. Etwas später bildete er die einzige Art in der von Baird aufgestellten Gattung Xenopicus. In der Mitte des 20. Jh. wurden alle bis auf die dreizehigen Buntspechte in der Gattung Dendrocopos vereinigt, von der schließlich die nearktischen Arten abgetrennt und gemeinsam mit den beiden Arten der Dreizehenspechte in die Gattung Picoides gestellt wurden.
Die verwandtschaftliche Stellung des Weißkopfspechtes innerhalb der Picoides blieb jedoch weiterhin unsicher. Genetische Untersuchungen wiesen auf eine nahe Verwandtschaft zum Stricklandspecht (Picoides stricklandi) und zum Haarspecht (Picoides villosus), sowie zum Kokardenspecht (Picoides borealis).
Die Art wurde schließlich 2015 von Jerôme Fuchs zusammen mit diesen Arten in die bereits 1845 von Alfred Malherbe etablierte Gattung Leuconotopicus überführt.
Es werden zwei, nur schwach differenzierte Unterarten beschrieben: Von der im Großteil des Verbreitungsgebietes vorkommenden Nominatform unterscheidet sich L. a. gravirostris durch einen etwas längeren Schnabel und einen längeren Schwanz. Die Schnabellänge wird als Adaption an eine der Hauptnahrungen dieser Unterart, die Samen der Coulter-Kiefer gedeutet, deren Zapfen wesentlich größer sind als die der Kiefernarten, die die Nominatform bevorzugt. Gravirostris kommt von den Bergregionen des Los Angeles Countys südwärts bis nahe der mexikanischen Grenze vor.

## Bestandssituation
Nach Birdlife international wird der Gesamtbestand auf 72 000 Individuen geschätzt und als stabil angesehen. In ihren Kernbereichen scheint die Art sogar zuzunehmen. Regional, vor allem aus Nordkalifornien und Oregon, liegen jedoch Hinweise auf zum Teil signifikante Bestandsrückgänge vor. Insgesamt ist die Bestandssituation dieser Art noch nicht ausreichend erforscht, sodass auch keine Aussagen über bestandslimitierende Ursachen und Entwicklungen gemacht werden können.